# Рябиновка (Мордовия)
Рябиновка — упразднённый посёлок в Ардатовском районе Республики Мордовия. Официально перестал существовать в 1996 году.

## География
Находился между левым берегом реки Меня и истоком реки Першелей, в 2 км от села Олевка.

## Название
Посёлок назван так в связи с тем, что возник у оврага, поросшего рябиновыми кустами и называвшегося Рябиновым.

## История
Населённый пункт основан в ходе Столыпинской реформы в начале XX века переселенцами из деревни Малые Горки.
Из «Списка населённых мест Симбирской губернии» на 1913 год известно, что в Рябиновке было 10 дворов с населением 77 человек. Входила в состав Силинской волости.
Согласно «Списку населённых пунктов Средне-Волжского края» (1931 г.) Рябиновка относилась к Олевскому сельсовету. В посёлке имелось 20 хозяйств. Население составило 99 человек, преимущественно русские.
Рябиновка, не просуществовав и сто лет, была упразднена в связи с полным исчезновением населения Указом Совета Государственного Собрания Республики Мордовия от 9 июля 1996 года.